# Натурниця (Шевченко)

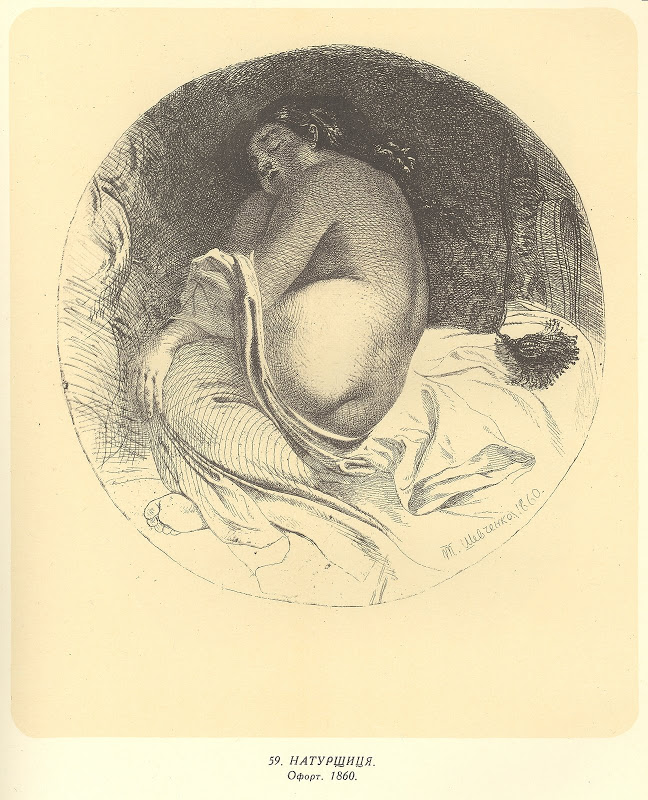
Папір, офорт 23 × 22,5; 31 × 27,4; 43,7 × 34,1 1860

Натурниця (Натурщиця) — малюнок Тараса Шевченка, виконаний ним в Санкт-Петербурзі. Розмір 16,3 × 20,5.
Ліворуч внизу аквареллю підпис автора і дата: Шевченко. 1840. На звороті чорнилом невиразний напис німецькою мовою, підписаний київським архітектором-колекціонером Лауфертом. Напис перекладається так: «Одна бронзова рама, плоска до завтра п'ятниці. Лауферт». Окремі елементи оформлення інтер'єру та реквізиту цього малюнка використані також у малюнках «Жінка в ліжку» і «Марія».
В літературі малюнок відомий під невірними назвами «Сама собі господиня в хаті», «Сама собі господиня», а також «Одаліска».
Зберігається в Національному музеї Тараса Шевченка. Попередні місця збереження: Товариство заохочування художників в Петербурзі, збірка Д. М. Рєзвого, Державний російський музей (Санкт-Петербург), Галерея картин Т. Г. Шевченка (Харків).
Натурниця(Натурщиця) — офорт Тараса Шевченка, виконаний ним в Санкт-Петербурзі в 1860 році.

Був зроблений ескіз на тонованому папері та підготовчий рисунок до офорта.

Уперше офорт згаданий під назвою «Одаліска».